# Municipio de Rantoul
El municipio de Rantoul (en inglés: Rantoul Township) es un municipio ubicado en el condado de Champaign en el estado estadounidense de Illinois. En el año 2010 tenía una población de 11273 habitantes y una densidad poblacional de 87,68 personas por km².

## Geografía
El municipio de Rantoul se encuentra ubicado en las coordenadas 40°16′15″N 88°9′55″O / 40.27083, -88.16528. Según la Oficina del Censo de los Estados Unidos, el municipio tiene una superficie total de 128.57 km², de la cual 128.3 km² corresponden a tierra firme y (0.21%) 0.27 km² es agua.

## Demografía
Según el censo de 2010, había 11273 personas residiendo en el municipio de Rantoul. La densidad de población era de 87,68 hab./km². De los 11273 habitantes, el municipio de Rantoul estaba compuesto por el 68.86% blancos, el 20.62% eran afroamericanos, el 0.64% eran amerindios, el 1.3% eran asiáticos, el 0.08% eran isleños del Pacífico, el 4.24% eran de otras razas y el 4.26% pertenecían a dos o más razas. Del total de la población el 10.14% eran hispanos o latinos de cualquier raza.